# Ta in
Ta in là nhạc cụ của dân tộc Hà Nhì ở các tỉnh Lai Châu và Lào Cai, Việt Nam. Nó có cần đàn bằng gỗ rắn, bộ phận tăng âm bằng gỗ, hình chữ nhật có bốn cạnh vuốt tròn. Mặt đàn bịt da trăn hoặc rắn. Đầu đàn có họng tra dây và ba trục chỉnh dây. Cần đàn trơn, không phím. Ba dây đàn chỉnh theo quãng năm – quãng năm (đồ sol rế) hoặc quãng năm – quãng bốn (đồ – sol – đố).
Đàn ta in có hình dáng giống như đàn tam của người Kinh, tuy nhiên chiều dài cần đàn kích thước bộ phận tăng âm khác với đàn tam.
Dây đàn ta in bằng tơ tằm se, vuốt nhựa cây, được chỉnh không căng lắm trên thân đàn. Người ta khảy ba dây đàn bằng một miếng khảy.
Ta in là nhạc cụ do nam giới sử dụng, thường dùng trong việc đệm hát và nhạc múa. Nó có âm sắc tương tự đàn tam nhưng rè và đục hơn.